# 卡拉塞特
卡拉塞特，是西班牙阿拉贡自治区特鲁埃尔省的一个市镇。总面积81平方公里，总人口1153人（2001年），人口密度14人/平方公里。